# ティーン・アイドルズ
ティーン・アイドルズ (The Teen Idles) は、1979年に結成され、ワシントンD.C.を中心に活動したハードコア・パンク・バンド。活動期間は約1年間と短かったが、このバンドの自主制作盤EPの収益が、その後25年以上にわたるディスコード・レコードの自主レーベル活動の発端となった。

## バイオグラフィ
1979年に、ウィルソン・ハイスクールのイアン・マッケイ (B) 、ジェフ・ネルソン (Dr) 、ネイザン・ストレイチェク (Vo) 、ジョージ・グリンドル (G) により結成される。イアン・マッケイの友人であったヘンリー・ガーフィールドも行動を共にした。
UKパンクの刺激でバンドをはじめるが、親交のあったDC出身のバッド・ブレインズの影響で、後にハードコアスタイルと言われる早い演奏スタイルに転換、さらに、80年には西海岸のハードコア・パンクと共演すべく長距離バスで西海岸に遠征する。未成年であったため共演はできなかったが、ロスアンジェルスのサークル・ジャークスやサンフランシスコのデッド・ケネディーズやフリッパーのライブを経験し、フロアでのモッシュや、アルコールを販売するライブハウスで未成年者の手の甲にX印をつけるといった西海岸のハードコア文化をワシントンに持ち帰る。ブラック・フラッグやデッド・ケネディーズといった西海岸のハードコアバンドのニューヨーク公演にはワシントンから車で駆けつけてモッシュを繰り広げたため、ニューヨークのメディアではライブで暴れるワシントンの田舎のスキンヘッド軍団として扱われたが、バンドからは気に入られ、ハードコア文化の中心の一つとしてワシントンの名を高めた。ヘンリー・ガーフィールドは、ブラック・フラッグと文通を続け、やがてVoとして参加を求められることになる。ニューヨークのVillage Voice誌の評論家 Robert Christgau は、DCパンクスを「筋肉頭」 musclehead と呼んだが、ディスコード・レコードのDCハードコア・コンピレーション Flex Your Head はこれに対する返答である。
西海岸から帰ってまもなく、レコード店Yesterday and Todayの紹介で、Don Zientaraのホームスタジオ、インナーイヤーでEPの録音を開始する。資金は、それまでのライブ活動でのバンドの預金600ドルであった。レコードが完成する頃にはバンド内での思惑の違いが表面化し、マッケイとネルソンは新しいバンドの人選をはじめる。これがマイナー・スレットである。ティーン・アイドルズのラストライブは、9:30クラブでのはじめての未成年入場許可ライブとなり、X印が試されることになった。
バンド解散後、1980年12月に出されたEP、Minor Disturbance は、ミシガン州のファンジン、タッチ・アンド・ゴーで年間ベストシングルとされ、サンフランシスコのパンクラジオ局マクシマム・ロックンロールは、この中のGet up and Go を数週間にわたって紹介する。思わぬ反響に、マッケイ、ネルソンらはディスコード・レコードを、ワシントンDCのハードコア・パンクのレーベルとして継続することを決意する。

## 「ハードコア」と「ストレートエッジ」
ハードコアはこの当時は無論、音楽のジャンル名ではなく「モノホンのパンク」というような形容詞である。ワシントンDCの場合、ニューヨークのオリジナル・パンクからの年長のパンク世代と、（1977年頃の）UKパンクの影響を受けたティーン・パンクの対立があり、後者が前者に対してハードコアを名乗った、という関係があったと見られる。酒を飲まない、ドラッグをやらない、という後に「ストレートエッジ」として思想化されるスローガンは、ティーン・アイドルズにとってはむしろ世代の連帯感の表明であった。この当時、メジャー音楽シーンでパンクは、ニューウェーブに淘汰されて消えつつあり、UKパンクに熱狂した世代にとっては、オリジナル・パンクがパンク・ロックの軟弱化したもの、と映ったわけである。「ハードコア」の名で彼らが期待したのは、この時点ではまだ単に77年の再来であったろう。この点では、UKでのストリート・パンク（Oi!）の進出とよく似ている。違いは、Oi!がしばしば「ワーキングクラス」の連帯を表明したのに対し、アメリカでは郊外の中産階級子弟が主たる担い手であった、という点である。

## メンバー
- イアン・マッケイ (Ian MacKaye, 1962年4月16日 -  )  (B)
- ジェフ・ネルソン (Jeff Nelson)  (Dr)
- ネイザン・ストレイチェク (Nathan Strejcek)  (Vo)
- ジョージ・グリンドル (George Grindle)  (G)